# Quendel-Seide
Die Quendel-Seide (Cuscuta epithymum) ist ein Vollschmarotzer aus der Gattung Seide (Cuscuta) in der Familie der Windengewächse (Convolvulaceae). Das Artepitheton epithymum (von griechisch epi, „auf“, und thymon, „Thymian, Quendel“) bezieht sich auf das Wachsen bzw. Schmarotzen der Pflanze auf den Wurzeln von Thymian-Arten (insbesondere von Thymus serpyllum).

## Beschreibung

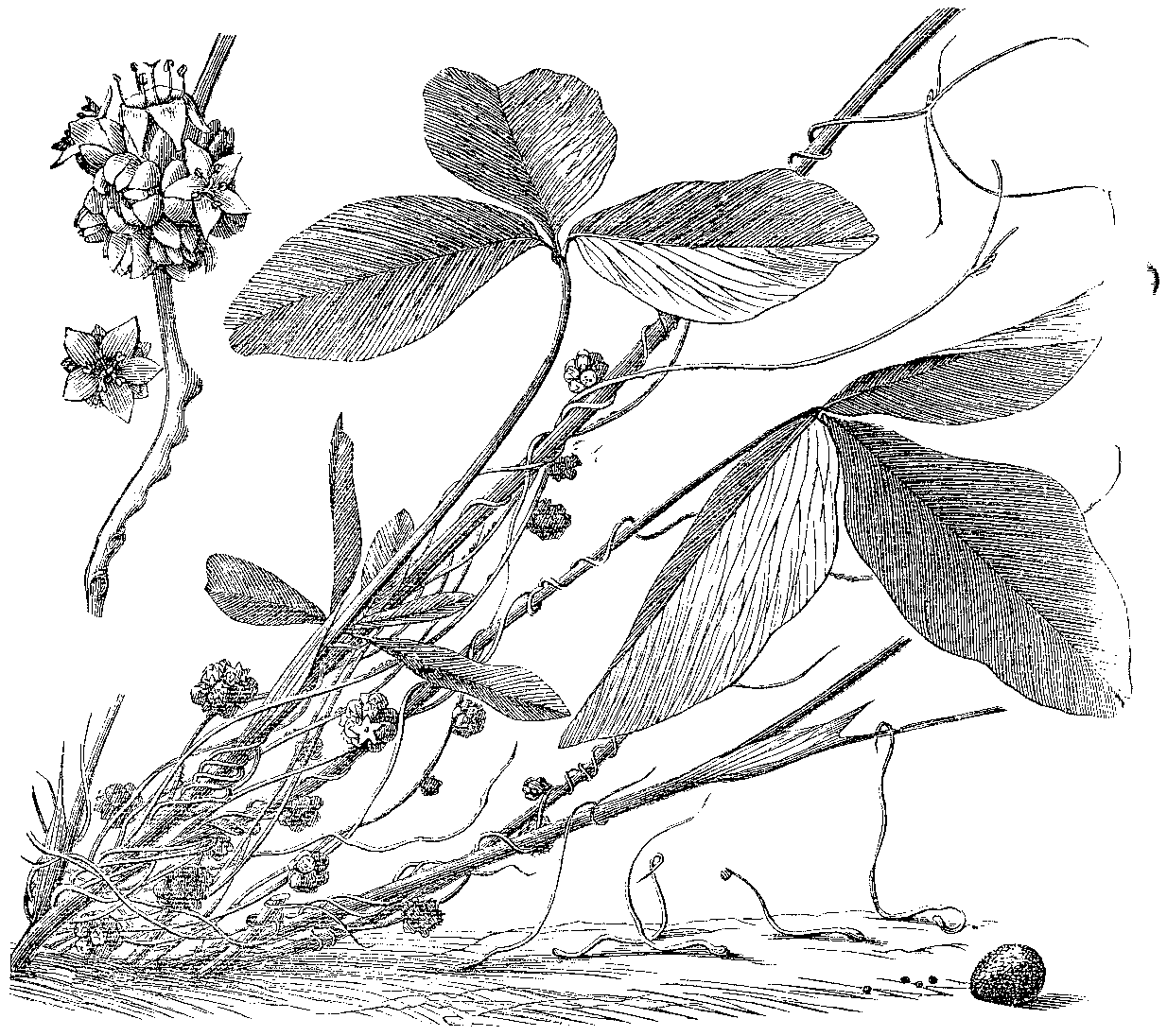
Illustration

### Vegetative Merkmale
Die Quendel-Seide Pflanze ist eine einjährige krautige Pflanze und wird 20 bis 60 Zentimeter lang. Die dünnen, verzweigten, rötlichen Stängel der Quendel-Seide tragen kaum erkennbare Blätterreste.

### Generative Merkmale
Die Blütezeit reicht von Juli bis September. Die kurzgestielten bis sitzenden Blüten stehen in unscheinbaren rosafarbenen Blütenknäueln zusammen. Die Knäuel sind 8- bis 18-blütig. Sie haben einen Durchmesser von 5 bis 12 Millimeter und stehen in den Achseln einzelner rötlicher Hochblätter. Der Kelch ist 5-teilig und etwa halb so lang wie die Kronröhre. Die Blütenkronen sind glockig bis walzlich. Die 5 Kronzipfel sind etwa so lang wie die Kronröhre; ihre Spitzen sind zurückgeschlagen. Die Krone besitzt Schlundschuppen, die nach innen zusammenneigen und die Kronröhre verschließen. Die zwei bis vier Griffel sind aufrecht und länger als der Fruchtknoten. Die Narbe ist blass braunrot, vertrocknet dunkelrot, selten gelb. Die Kapselfrucht enthält vier Samen. Sie springt regelmäßig quer auf, immer auf oder kurz unter dem Scheitel. Die Blütenkrone bleibt an der Frucht erhalten. Die Samen sind rundlich, 0,3 bis 1,3 Millimeter lang und wiegen im Mittel 0,3 bis 0,35 mg.
Die Chromosomenzahl beträgt 2n = 14.

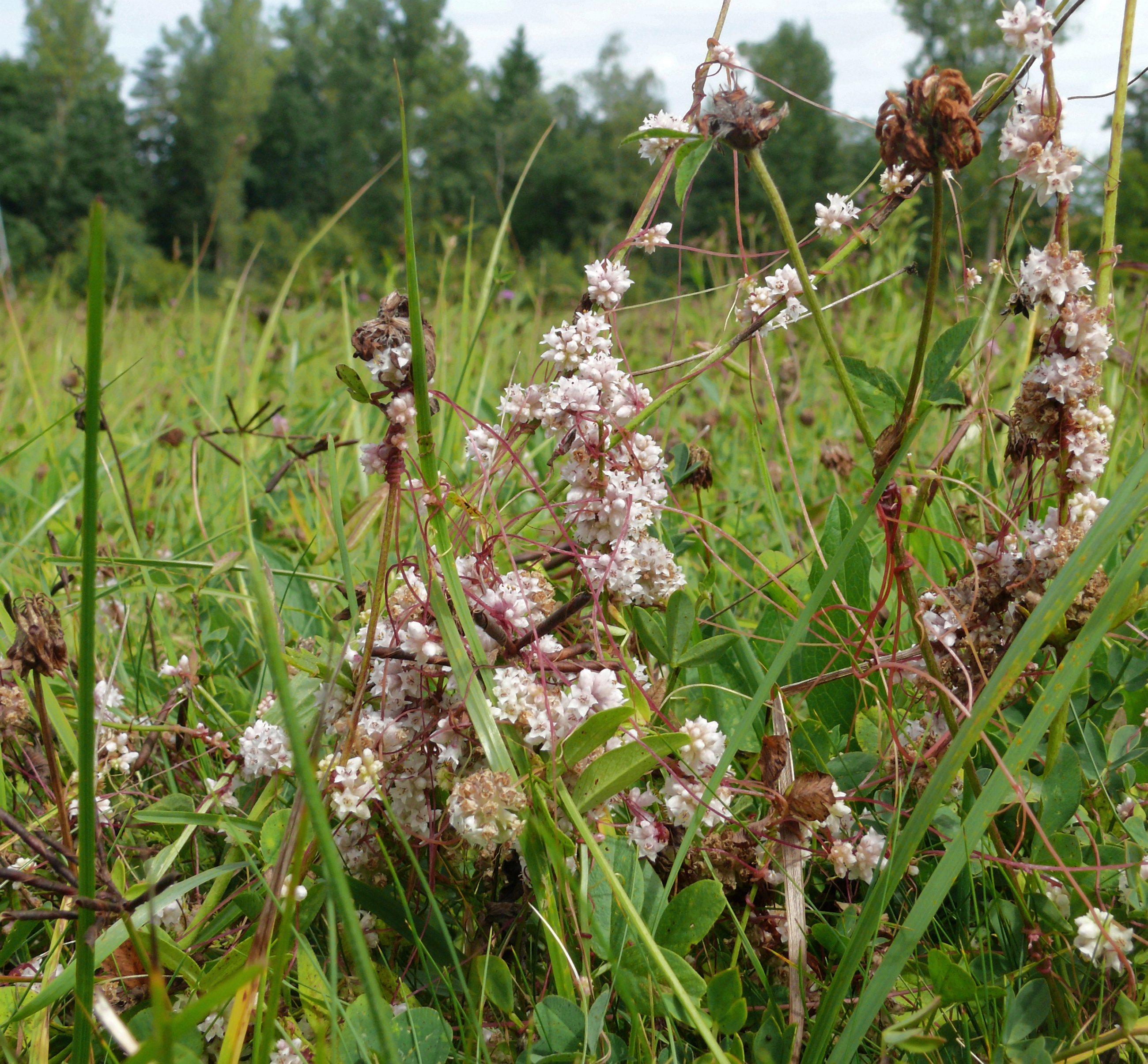
Habitus im Habitat

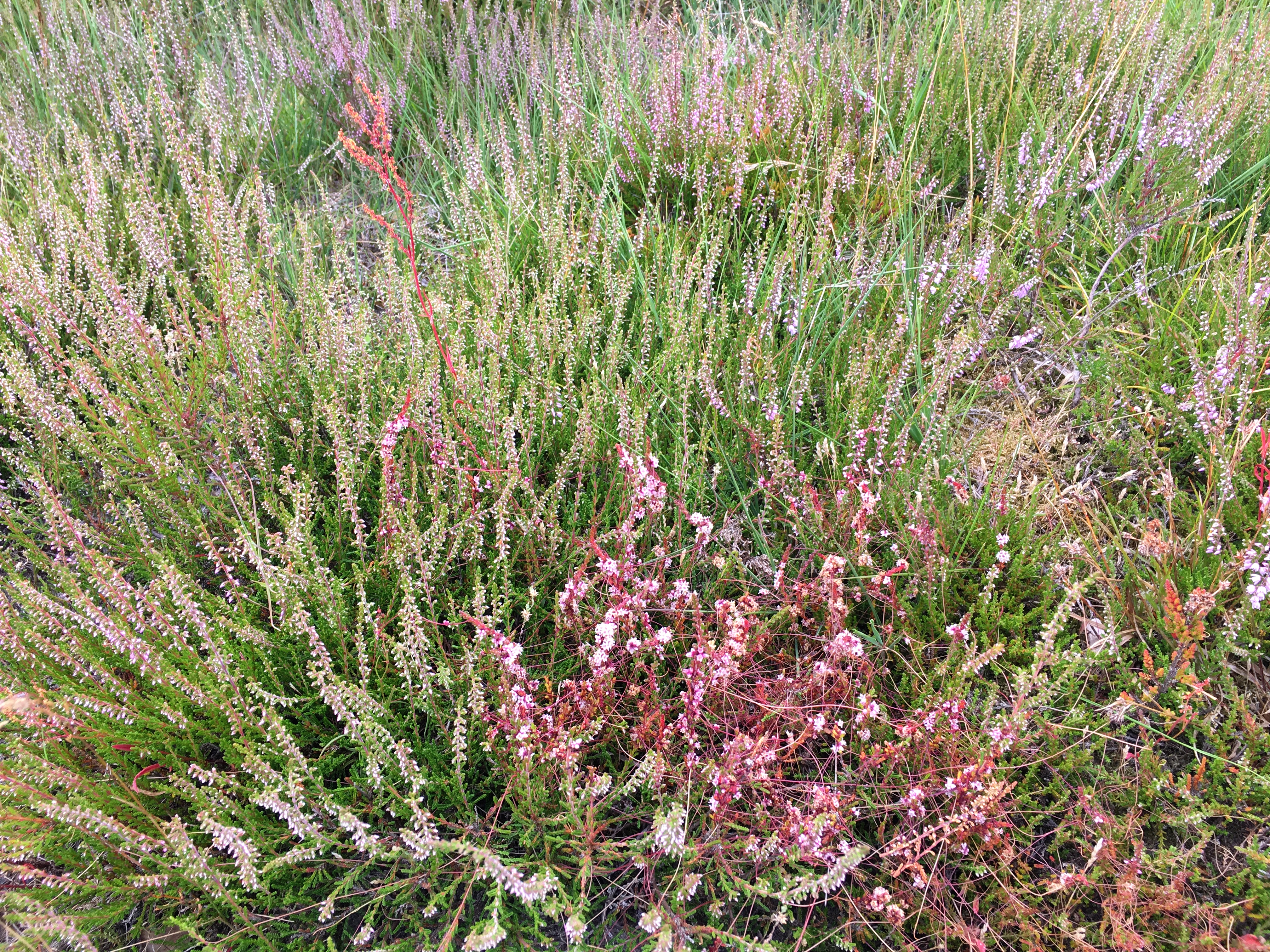
Die Quendel-Seide am Heidekraut

## Ökologie
Wie bei allen Cuscuta-Arten sucht sich schon der Keimling eine Wirtspflanze, indem sich der fadenförmige Stängel in kreisenden Bewegungen so lange dreht, bis er eine geeignete Pflanze findet, an der er sich emporwinden kann. Im Falle der Quendel-Seide geschieht dies linkswindend. Mit ihren Saugfortsätzen (Haustorien) dringt die Seide in das Leitungsgewebe (Phloem) der Wirtspflanze (insbesondere bestimmte Thymianarten und Klee) ein und entzieht ihr die zum Wachstum nötige Nährlösung.

## Vorkommen
Das Verbreitungsgebiet der Quendel-Seide reicht in Europa vom westlichen England und südlichen Norwegen, Lettland und Estland bis in den Süden ins nördliche Spanien, Italien (einschließlich Sizilien) und Griechenland. Außerhalb Europas kommt sie ursprünglich in Nordafrika und von der Türkei bis China vor. In Australien, Neuseeland, Nord- und Südamerika ist sie ein Neophyt.
Die Klee-Seide kommt in Mitteleuropa in Gesellschaften des Verbands Violion caninae, Genistion pilosae, auch des Unterverbands Sarothamnenion, seltener im Mesobromion vor. Sie ist eine Charakterart der Klasse der Borstgrasrasen und Zwergstrauchheiden (Nardo-Callunetea).
In den Allgäuer Alpen steigt die Unterart Cuscuta epithymum subsp. epithymum im Tiroler Teil an der Wildmahdspitze bis in eine Höhenlage von 2120 Metern auf. In der Schweiz wurde Cuscuta epithymum im Oberengadin in 2200 Meter Meereshöhe beobachtet.
Die ökologischen Zeigerwerte nach Landolt et al. 2010 sind in der Schweiz: Feuchtezahl F = 2+w+ (frisch aber stark wechselnd), Lichtzahl L = 4 (hell), Reaktionszahl R = 4 (neutral bis basisch), Temperaturzahl T = 3 (montan), Nährstoffzahl N = 2 (nährstoffarm), Kontinentalitätszahl K = 3 (subozeanisch bis subkontinental).

## Systematik
Die Erstveröffentlichung erfolgte 1753 als Varietät Cuscuta europaea var. epithymum durch Carl von Linné in Species Plantarum, Tomus 1, S. 129. Den Rang einer Art Cuscuta epithymum (L.) L. hat Carl von Linné 1759 in Amoenitates Academici seu dissertationes variae physicae, medicae..., ed. 4, S. 478 (1759) veröffentlicht. Synonyme sind Cuscuta alba C. Presl, Cuscuta stenoloba Bornm. & O. Schwarz.
Je nach Autor gibt es von Cuscuta epithymum mehrere Unterarten und Varietäten:
- Cuscuta epithymum (L.) L. subsp. epithymum
- Cuscuta epithymum subsp. kotschyi (Des Moul.) Arcang.: Sie ist von Südeuropa bis zum Iran verbreitet.[5]
- Cuscuta epithymum var. alba (J.Presl & C.Presl) Trab. (Syn.: Cuscuta alba C. Presl): Sie kommt vom Mittelmeerraum bis Turkmenistan vor.[5]
- Cuscuta epithymum var. angustissima (Engelm.) Yunck.: Sie kommt im westlichen und im zentralen Mittelmeerraum vor.[5]
- Cuscuta epithymum var. macranthera (Heldr. & Sart. ex Boiss.) Engelm.: Sie kommt im Mittelmeerraum vor.[5]
- Cuscuta epithymum var. rubella (Engelm.) Trab.: Sie kommt im zentralen Mittelmeerraum vor.[5]
- Cuscuta epithymum var. sagittanthera Engelm.: Sie kommt in Tunesien vor.[5]
- Cuscuta epithymum var. scabrella (Engelm.) Yunck.: Sie kommt von Südosteuropa bis zur Türkei vor.[5]
- Die Klee-Seide (Cuscuta epithymum subsp. trifolii (Bab. & Gibson) Berher) wird manchmal als eigene Art angesehen, andererseits von einigen Autoren nicht einmal als Unterart anerkannt, sondern zur „Echten Quendelseide“ Cuscuta epithymum (L.) L. subsp. epithymum gestellt.[5] Die Klee-Seide schmarotzt auf Klee-Arten (Trifolium) und auf Luzerne (Medicago sativa).[4]

## Nutzung
Die Quendel-Seide fand früher auch Anwendung in der Heilkunde.

## Trivialnamen
Für die Quendel-Seide (lateinisch früher auch epithymum, epithimum und epitimum) bestehen bzw. bestanden auch die weiteren deutschsprachigen Trivialnamen wie Quendelflachsseide, Fasen auf dem Cleen (bereits 1485 erwähnt), Filzkraut, Quendelwolle, Kleine Seide, Thymdotterkraut, (kleine) Thymseide, Thymseiden und Kretisches Thymseidenkraut.